# Liste der Seebäder und von Badeorten in Polen
Die Liste der Seebäder und von Badeorten in Polen führt staatlich anerkannte Seebäder (polnisch uzdrowisko morskie) und weitere Badeorte (kąpielisko morskie) an der polnischen Ostseeküste auf. Die Verleihung der staatlichen Anerkennung als Kurort wird in Polen vom Gesetz über Kurorte vom 28. Juli 2005 reguliert. In Polen wird nicht zwischen Seebad und Seeheilbad unterschieden.

## Anerkannte Seebäder
|  | Name            | Deutsche Bezeichnung | Woiwodschaft | Anerkennung | Lage                                | Bild |
|  | --------------- | -------------------- | ------------ | ----------- | ----------------------------------- | ---- |
|  | Dąbki           | Neuwasser            | Westpommern  | 2007        | Pommersche Bucht                    |      |
|  | Kamień Pomorski | Cammin               | Westpommern  | 1967        | Camminer Bodden                     |      |
|  | Kołobrzeg       | Kolberg              | Westpommern  | 1967        | Pommersche Bucht                    |      |
|  | Sopot           | Zoppot               | Pommern      | 1999        | Danziger Bucht                      |      |
|  | Świnoujście     | Swinemünde           | Westpommern  | 1967        | Pommersche Bucht (Usedom und Wolin) |      |
|  | Ustka           | Stolpmünde           | Pommern      | 2007        | Pommersche Bucht                    |      |

## Badeorte und ehemalige Seebäder
Der Ministerrat hat seit den 1960er Jahren diesen Orten bescheinigt, dass sie potentiell die Voraussetzung für die Anerkennung als Kurort erfüllen könnten.
|  | Name           | Deutsche Bezeichnung | Woiwodschaft | Lage                                  | Bild |
|  | -------------- | -------------------- | ------------ | ------------------------------------- | ---- |
|  | Dziwnówek      | Dievenow             | Westpommern  | Pommersche Bucht (Festland und Wolin) |      |
|  | Dźwirzyno      | Kolberger Deep       | Westpommern  | Pommersche Bucht                      |      |
|  | Jastarnia      | Heisternest          | Pommern      | Halbinsel Hel                         |      |
|  | Jurata         | Helaheide            | Pommern      | Halbinsel Hel                         |      |
|  | Krynica Morska | Kahlberg             | Pommern      | Frische Nehrung                       |      |
|  | Łeba           | Leba                 | Pommern      | Pommersche Bucht                      |      |
|  | Łukęcin        | Lüchentin            | Westpommern  | Pommersche Bucht                      |      |
|  | Międzywodzie   | Heidebrink           | Westpommern  | Pommersche Bucht (Wolin)              |      |
|  | Międzyzdroje   | Misdroy              | Westpommern  | Pommersche Bucht (Wolin)              |      |
|  | Orłowo         | Adlershorst          | Pommern      | Danziger Bucht                        |      |